# (1073) Gellivara
(1073) Gellivara est un astéroïde de la ceinture principale découvert le 14 septembre 1923 par l'astronome autrichien Johann Palisa. Son nom provient de la ville suédoise Gällivare.
Sa désignation provisoire était 1923 OW.